# カルナータカ州
カルナータカ州（カルナータカしゅう、カンナダ語: ಕರ್ನಾಟಕ、英: Karnataka）は、インドの南西部にある州の一つ。面積は191,791平方キロで、全インドの5.83%を占める。州都はベンガルール。

## 名称
カルナータカの語源としては、カンナダ語のカル（karu）とナードゥ（nādu）で「高地」を指すという説、カル・ナドゥ（黒い地域）が黒い綿土を指すという説、かつてイギリスがクリシュナ川以南のインド亜大陸の両側を指す語として「カーナティック（CarnaticまたはKarnatak）」を使用したとの説など、いくつかの説がある。

## 地理
カルナータカ州は西をアラビア海に面し、北西をゴア州と接し、北をマハーラーシュトラ州と接し、南東をタミル・ナードゥ州と接し、東をアーンドラ・プラデーシュ州と接し、南西をケーララ州と接している。
主要河川はカーヴィリ川で、ダムでの水力発電による電力が州内に供給されている。水利権を巡って、農業に利用しているタミル・ナードゥ州と対立している。

## 歴史

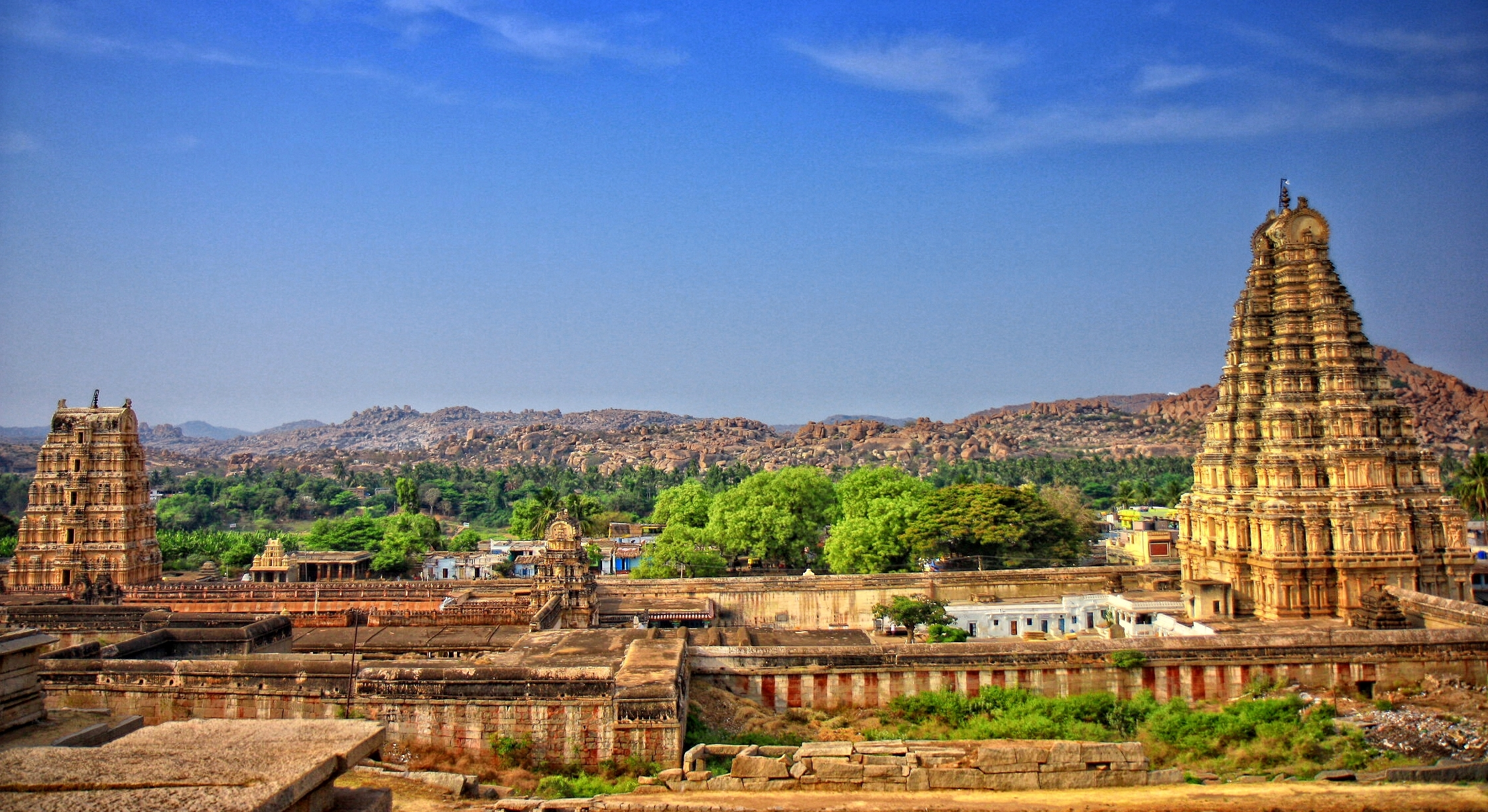
en:Virupaksha Temple, Hampi

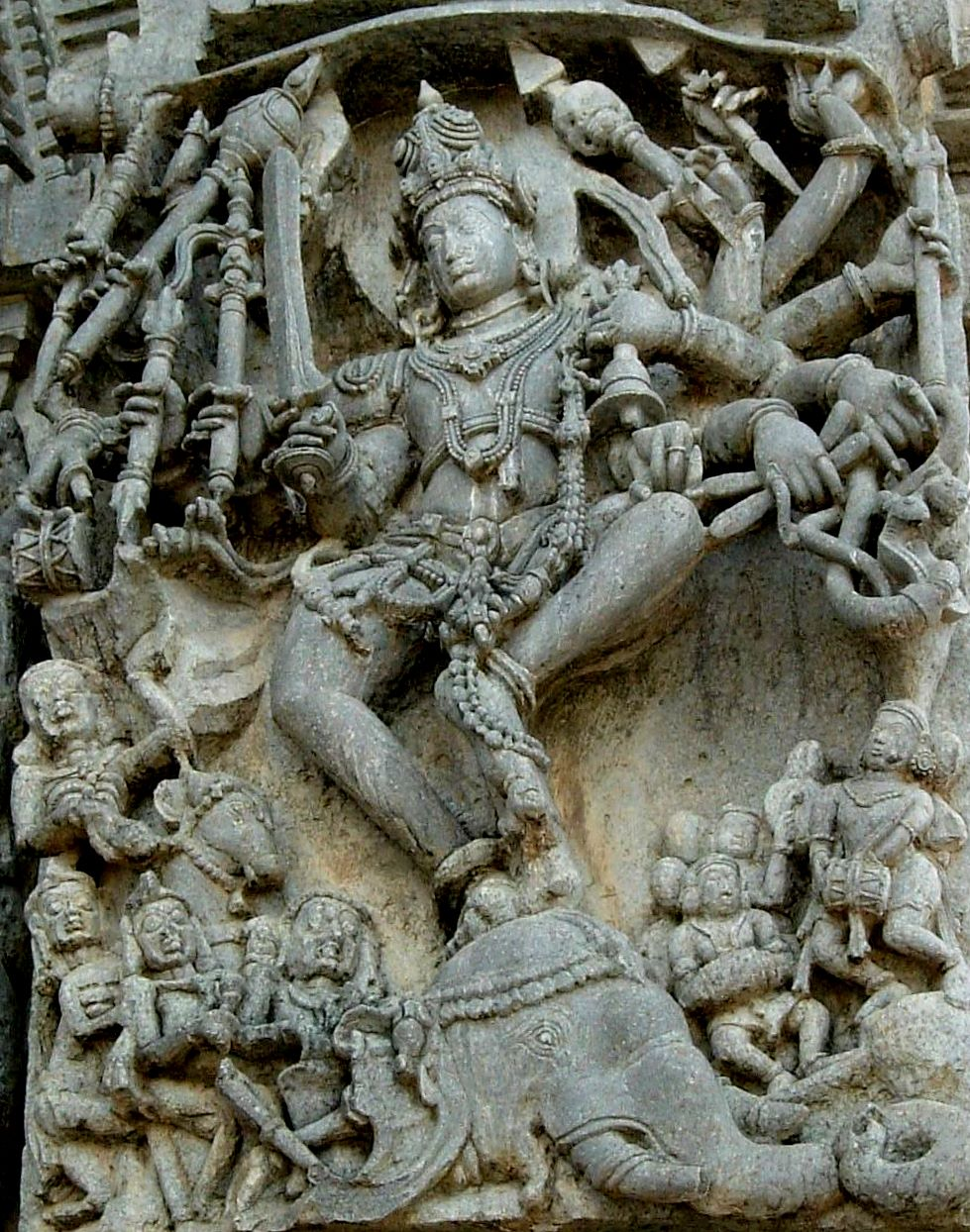
ベールールのチェンナケーシャヴァ寺院聖堂入り口のホイサラ朝様式のレリーフ

カルナータカの歴史は、この地域で手斧（ハンド・アックス）などが発見され旧石器時代にまでさかのぼる。旧石器時代までさかのぼると、カルナータカは古代インドの有力な帝国の地でもあった。これらの帝国によって支持された哲学者や音楽的詩人などが、社会宗教的で文学的な文化活動を生み、現在まで伝えられている。新石器時代や巨石文化の遺跡もこの州で見つかっている。
また、ハラッパー遺跡で発見された金もカルナータカより持ち込まれたものであり、一般に、紀元前3000年には古代カルナータカはインダス文明との接触があったという仮説が成り立っている。
紀元前3世紀以前のアショーカ王のマウリヤ朝成立前は、カルナータカはナンダ朝の一部であった。その後、サータヴァーハナ朝支配の400年が続き、カルナータカの大部分が支配下に置かれた。
サータヴァーハナ朝が没落し、カダンバ朝と西ガンガ朝という初期の地元の独立王朝が成立した。345年にマユーラシャルマ王が即位してカダンバ朝が成立し、バナヴァシに都を置いた。これらは政事でカンナダ語を使用する初めての王朝であり、バナヴァシで発見された5世紀の銅貨に刻まれたハルミディ刻印で証明された。
その後、さらに前期チャールキヤ朝、ラーシュトラクータ朝や後期チャールキヤ朝のようなカンナダ語の王朝が現在のカルナータカの地で歓迎され、デカン高原の大部分の支配を続け、カルナータカに首都をおいた。後期チャールキヤ朝は独特の西チャールキヤ様式建築や、カンナダ文学を生み、12世紀のホイサラ芸術の礎となった。
11世紀になり、ホイサラ朝がこの地域の実権を握り、ホイサラ文学が栄える。カンナダ拍子やホイサラ様式建築が栄えた。ホイサラ朝の拡大は、現在のアーンドラ・プラデーシュ州やタミル・ナードゥ州まで及んだ。
14世紀初頭には、ハリハラとブッカの兄弟がカルナータカ州南部、トゥンガバドラー川南岸のヴィジャヤナガルを首都に、ヴィジャヤナガル王国をに建国した。この王朝は進出するイスラーム王朝バフマニー朝に対する砦として、この地域を3世紀にわたり支配した。
1565年、カルナータカと他の南インド地域は、ターリコータの戦いでヴィジャヤナガル王国が没落しデカン・スルターン朝が興隆することで、大きな社会地理的な変化が起こった。ビーダルのバフマニー朝の後興ったビジャープル王国がカルナータカ地方を支配した。
17世紀末、その後ビジャープル朝はムガル帝国によって滅ぼされた。バフマニー朝とビジャープル王国はともに、ウルドゥー語とペルシャ語文学や、インド・サラセン様式建築を推奨し、その中でもゴール・グンバズ廟はその様式の極みとなっている。

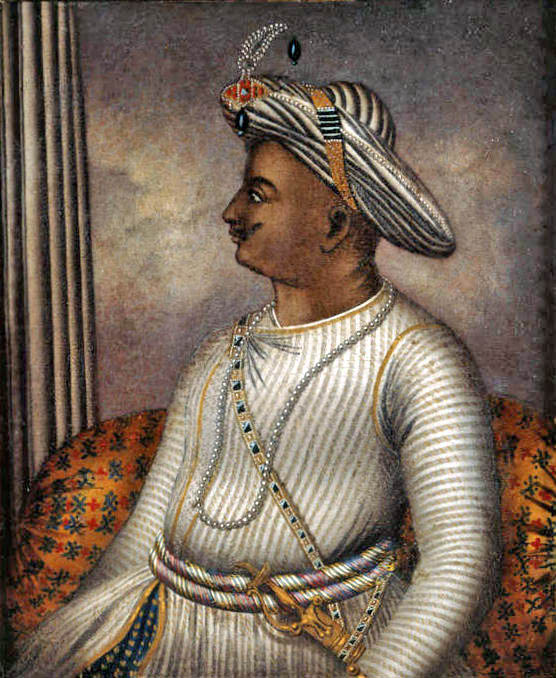
ティプー・スルターン。マイソール戦争でイギリスの侵略に抵抗し、植民地となる前のインドで最も聡明で強い支配者の一人である。

この時代の後、北部カルナータカはイギリスといち早く友好関係を結び、その隷下となったハイダラーバードのニザーム王国の支配下となる。南部では、ヴィジャヤナガル王国の元属国であったマイソール王国が独立しつつあった。
マイソール王国の将軍であったハイダル・アリーは、君主クリシュナ・ラージャ2世から実権を奪い、王国を支配下に置いた。ハイダル・アリーの死後、マイソール王国は彼の息子ティプー・スルターンに引き継がれた。 
ハイダル・アリーとティプー・スルターンは南インドのヨーロッパ勢力拡大を止めるため、またイギリスのインド植民地化政策に反対し、彼ら二人はマイソール戦争として徹底的に戦った。結果としてティプー・スルターンも白兵戦で戦死し敗れ、この地域は1799年にイギリスの植民地と化した。マイソール王国はイギリス領インド帝国のもと、藩王国としてオデヤ朝の管理下に戻され、存続を許された。
その後、当時のインド総督であったダルハウジー伯爵ジェイムズ・ラムゼイによる「失権の原理」がインド国中で藩王国の異議と反抗を呼び、1857年のインド大反乱の約30年前の1830年に、カルナータカでも反旗が上がった。また、スパ、バガルコート、ショーラープル、ナルグンド、ダンデーリなどでも同様の蜂起が起こった。1857年のインド大反乱とあわせて、いくつかの蜂起が起こった。19世紀末までには、インド解放運動には勢いがつき、20世紀に突入していくこととなった。
インド独立後、マイソール藩王家はインドへの編入に同意し、1950年にはマイソール藩王国は同名の州となった。元藩王は1956年までラージ・プラムクの称号で州知事を勤めた。
1956年11月1日に国家再編法によってこの地域の州が統合され、マイソール州が成立し、現在の州域が確定した。
その後、悲願であったカルナータカ再統合運動を受け、1956年の国家再編法により、マドラス、ハイダラーバード、ボンベイのコダグ語、カンナダ語を話す地域をマイソール州に編入し、17年後の1973年に州名をカルナータカ州と改称した。

## 地方行政区分

カルナータカ州の行政区分

カルナータカ州は、30県（ジッラガル ಜಿಲ್ಲೆಗಳು）に分けられている。
- ベンガルール地方（英語版）
  1. ベンガルール市街県（英語版） (ಬೆಂಗಳೂರು ನಗರ ಜಿಲ್ ; Bangalore Urban)
  2. ベンガルール農村県（英語版） (ಬೆಂಗಳೂರು ಗ್ರಾಮೀಣ ; Bangalore Rural)
  3. チトラドゥルガ県（英語版） (ಚಿತ್ರದುರ್ಗ ; Chitradurga)
  4. ダーヴァナゲレ県（英語版） (ದಾವಣಗೆರೆ ; Davanagere)
  5. コーラーラ県（英語版） (ಕೋಲಾರ ; Kolar)
  6. シヴァモッガ県（英語版） (ಶಿವಮೊಗ್ಗ ; Shimoga)
  7. トゥマクール県（英語版） (ತುಮಕೂರು ; Tumkur)
  8. ラーマナガラ県（英語版） (ರಾಮನಗರ ; Ramanagara)
  9. チッカバッラプラ県（英語版） (ಚಿಕ್ಕಬಳ್ಳಾಪುರ ; Chikkaballapur)
- ベラガヴィ地方（英語版）
  1. バーガラコーテ県（英語版） (ಬಾಗಲಕೋಟೆ ; Bagalkot)
  2. ベラガヴィ県（英語版） (ಬೆಳಗಾವಿ ; Belgaum)
  3. ヴィジャヤプラ県（英語版） (ವಿಜಯಪುರ ; Bijapur)
  4. ダーラヴァーダ県（英語版） (ಧಾರವಾಡ ; Dharwad)
  5. ハーヴェーリ県（英語版） (ಹಾವೇರಿ ; Haveri)
  6. ガダグ県（英語版） (ಗದಗ್ ; Gadag)
  7. ウッタラ・カンナダ県（英語版） (ಉತ್ತರ ಕನ್ನಡ ; Uttara Kannada)
- カラブラギ地方（英語版）
  1. バッラーリ県（英語版） (ಬಳ್ಳಾರಿ ; Bellary)
  2. ビーダル県（英語版） (ಬೀದರ್ ; Bidar)
  3. カラブラギ県（英語版） (ಗುಲ್ಬರ್ಗ ; Gulbarga)
  4. コッパラ県（英語版） (ಕೊಪ್ಪಳ ; Koppal)
  5. ラーヤチュール県（英語版） (ರಾಯಚೂರು ; Raichur)
  6. ヤードギリ県（英語版） (ಯಾದಗಿರಿ ; Yadgir)
- マイスール地方（英語版）
  1. チャーマラージャナガラ県（英語版） (ಚಾಮರಾಜನಗರ ; Chamrajnagar)
  2. チッカマガルール県（英語版） (ಚಿಕ್ಕಮಗಳೂರು ; Chikmagalur)
  3. ダクシナ・カンナダ県（英語版） (ದಕ್ಷಿಣ ಕನ್ನಡ ; Dakshina Kannada)
  4. ハーサナ県（英語版） (ಹಾಸನ ; Hassan)
  5. コダグ県（英語版） (ಕೊಡಗು ; Kodagu)
  6. マンディア県（英語版） (ಮ೦ಡ್ಯ ; Mandya)
  7. マイスール県（英語版） (ಮೈಸೂರು ; Mysore)
  8. ウドゥピ県（英語版） (ಉಡುಪಿ ; Udupi)

## 経済

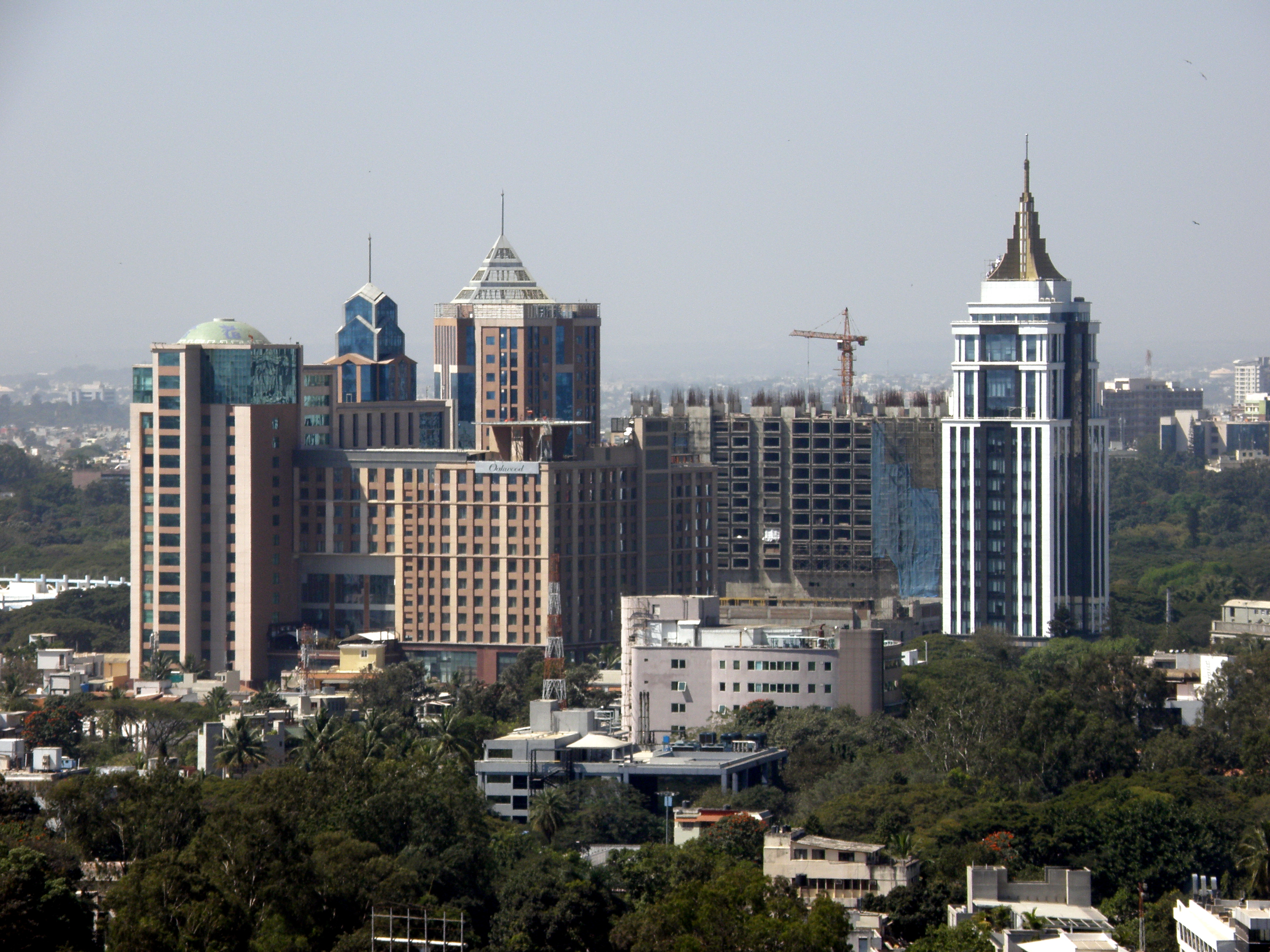
州都ベンガルール

2019年のカルナータカ州の州内総生産は2000億ドルで、インド内5位である。また、2021年の外資の直接投資額は、インド内1位を記録している。
人口の80%が農業を営む。州の収入の49%が農業収入である。ウッタラ・カンナダ県とダクシナ・カンナダ県を含む海岸平原地方は、米とサトウキビを栽培する。またコダグ県を中心とした西ガーツ山脈の山麓では、珈琲や紅茶が栽培されている。特にカルナータカ州の珈琲の生産量は全インドの生産量の70%を占め、生産されたうちの50%は輸出される。州北西部の黒土地帯は農業に適しており、綿花・玉葱・穀類・向日葵・落花生が栽培されている。
マーレーナードゥ地方の森林からは、木材・竹材・白檀が産出される。特に白檀の生産は世界有数であり、インド内ではこの地域のみから輸出され、世界で精製される白檀油の原料のほとんどはカルナータカ州産である。
インドで産出される金は、すべてカルナータカ州のコーラール県からのものである。またカルナータカ州はその他の鉱産資源にも富んでおり、バドラヴァティーなどで作られる鉄鋼の原料の大部分が産出されている。
カルナータカ州には、合わせて18の発電所がある。このうち、シヴァナサムドラの水力発電所は、1902年に建設されたアジア初の水力発電所である。しかし、これらの発電所のみでは州内の電力需要を満たすことができず、州外から電力を買い付けている。
州都のベンガルールは、航空宇宙産業、情報技術産業、ビジネス・プロセス・アウトソーシング業が盛んである。特に情報技術産業については「インドのシリコンバレー」の異名を持ち、カルナータカ州電子技術振興公社により多くの情報技術産業団地が設置されている。また、インド科学研究所 (IISc) ・インド経営研究所 (IIM) などの高等教育機関も置かれている。
この他、マイスール、マンガルール、フブリ・ダールワール（フブリ及びダールワール）にも、情報技術産業振興のため産業団地が建設されている。

## 住民

### 言語
カンナダ語が公用語で、最も話されている言語である。カンナダ語文学の作家はインドの文学賞を最も多く受賞している。南部の海岸部ではトゥル語がつかわれるが、文字を持たない口頭伝承の言語で、表記はカンナダ文字を使用する。

## 音楽
一般にインド古典音楽は北インドはヒンドゥースターニー音楽、南インドはカルナータカ音楽と呼ばれている。カルナータカ音楽は、南インドの4つの州、カルナータカ、タミル・ナードゥ、アーンドラ・プラデーシュ、ケーララで発達した。声楽と楽器演奏からなり、ムリダンガム（両面太鼓）、タンブーラ、ヴィーナ（弦楽器）を使用する。

## 宗教
ヒンドゥー教、イスラーム教の他に、ジャイナ教、キリスト教の信者がいる。ヒンドゥー教の聖地は、哲学者シャンカラゆかりのシュリンゲーリ、ジャイナ教の聖地は、シュラヴァナベルゴラが名高い。南部のトゥル・ナードゥでは、毎年、乾期（11月～4月）に村の祠や寺院で土地神を祀るブータ祭祀が盛んである。アウト・カーストが担い手となり、憑依と託宣を行う。